# El Zapote, Pátzcuaro
El Zapote är en ort i Mexiko.   Den ligger i kommunen Pátzcuaro och delstaten Michoacán de Ocampo, i den södra delen av landet, 250 km väster om huvudstaden Mexico City. El Zapote ligger 2 151 meter över havet och antalet invånare är 327.
Terrängen runt El Zapote är huvudsakligen kuperad, men åt sydost är den bergig. Runt El Zapote är det ganska tätbefolkat, med 179 invånare per kvadratkilometer. Närmaste större samhälle är Pátzcuaro, 12,2 km väster om El Zapote. I omgivningarna runt El Zapote växer huvudsakligen savannskog.